# ایرج صادق‌پور
ایرج صادق‌پور (زاده ۱۳۱۹ – درگذشته ۱ بهمن ۱۳۶۹) کارگردان، تهیه‌کننده، فیلم‌بردار، تدوین‌گر و عکاس اهل ایران بود. وی همسر آفرین عبیسی (بازیگر) و برادر منوچهر صادق‌پور (سینماگر) بود.

## کارگردان
- فراشباشی (۱۳۵۴)

## تهیه‌کننده
- فری دست قشنگ (۱۳۵۶)
- زن باکره (۱۳۵۲)
- تپلی (۱۳۵۱)
- کاکو (۱۳۵۰)
- اسیر خشم (۱۳۴۹)
- رقاصه شهر (۱۳۴۹)
- دختر شاه پریون (۱۳۴۷)

## مدیر فیلم‌برداری
- دندان مار (۱۳۶۸)
- جای امن (۱۳۵۶)

## فیلم‌بردار
- تکیه بر باد (۱۳۵۷)
- فری دست قشنگ (۱۳۵۶)
- خداحافظ کوچولو (۱۳۵۴)
- فراشباشی (۱۳۵۴)
- مجازات (۱۳۵۴)
- صلات ظهر (۱۳۵۳)
- ناجورها (۱۳۵۳)
- جبار سرجوخه فراری (۱۳۵۲)
- زن باکره (۱۳۵۲)
- شورش (۱۳۵۲)
- تپلی (۱۳۵۱)
- سر گروهبان (۱۳۵۱)
- کاکو (۱۳۵۰)
- رقاصه شهر (۱۳۴۹)
- ستاره فروزان (۱۳۴۸)
- بیگناهی در شهر (۱۳۴۷)
- دختر شاه پریون (۱۳۴۷)
- داش احمد (۱۳۴۶)
- دختر طلا (۱۳۴۶)

## تدوین
- فری دست قشنگ (۱۳۵۶)
- فراشباشی (۱۳۵۴)
- مجازات (۱۳۵۴)
- ناجورها (۱۳۵۳)
- زن باکره (۱۳۵۲)
- تپلی (۱۳۵۱)
- سر گروهبان (۱۳۵۱)

## جشنواره‌ها
- برنده جایزه بهترین فیلم سوم سال (رقاصه شهر) در سومین دوره جشنواره فیلم سپاس تهران - ۱۳۴۹
- برنده جایزه بهترین فیلمبرداری (تپلی) در پنجمین دوره جشنواره فیلم سپاس تهران - ۱۳۵۱